# Joeri Schroijen
Joeri Schroijen (Weert, 18 gennaio 1991) è un calciatore olandese, attaccante del Wezel Sport.

## Carriera
Ha debuttato fra i professionisti con il Fortuna Sittard il 24 settembre 2010, disputando l'incontro di Eerste Divisie perso 1-2 contro il Volendam.
Il 1º febbraio 2021 è stato acquistato a titolo definitivo dalla squadra greca dello Xanthī.